# Colonización de África

Mapa del África colonial en vísperas de la Primera Guerra Mundial (1914). Tras la Conferencia de Berlín (1884-1885), Europa se repartió toda África, con la excepción de Abisinia (actual Etiopía) y Liberia. Hubo continuas tensiones entre países durante la colonización del continente, visto como muy desfavorable para Italia y Alemania y muy beneficioso para Francia y Reino Unido.

En el siglo XIX el capitalismo y la revolución industrial se asentaron en Europa y se expandieron en busca de regiones que proporcionaran materias primas y mercados.
Todo gran país pretendía tener un imperio colonial, tal y como lo conciben los ingleses. Los imperios de la Edad Moderna no solo explotaban el territorio, sino que pretendían establecerse en él de manera definitiva, pasando a formar parte de la corona. En contrapartida, los imperios de la revolución industrial pretenden solo explotar el territorio. Se trata de obtener materias primas de las regiones "no desarrolladas" y exportar los productos elaborados a estas mismas regiones,[cita requerida] con un valor añadido muy superior en regiones con pocos ingresos para comprarlos. Se buscaron principalmente productos agrarios y mineros. Entre los países europeos comenzó una carrera por el dominio de África, y del mundo. Esta carrera tendrá su expresión en la Conferencia de Berlín de 1884-1885, en la que los países europeos configurarían el reparto de África. Si bien no era esta la primera colonización duradera del continente o de partes del mismo (véase África romana y Conquista musulmana del norte de África).
Francia tenía la mayor cantidad de colonias en África con 35 colonias, seguida de Gran Bretaña con 32. Como resultado de la descolonización, 32 países obtuvieron la independencia de Francia y 28 de la  Reino Unido.
Hasta finales de la Edad Media, el África subsahariana fue un territorio prácticamente desconocido para los europeos, cuya exploración, iniciada por los portugueses, fue una aventura geográfica de descubrimiento. El río, por excelencia, que comunicó a Europa con el interior del continente fue el río Congo, donde había una fuerte competencia entre Bélgica y Francia por el dominio del paso al interior del continente africano. Livingstone, Stanley y Savorgnan de Brazza serán los exploradores que den a conocer este río al mundo Pacífico.. Inglaterra pretendía parte del territorio del sur. Portugal hizo valer sus derechos en el continente, puesto que tenía factorías, desde la antigüedad , en las costas Congoleñas (hoy dia, conocidas como Angola). Incluso España intentó la penetración al interior del continente, desde la costa de Guinea. Alemania se aseguró la parte occidental del territorio en la Conferencia de Berlín de 1884, en la que se estableció la libertad de navegación por los ríos de África. El Congo no dependía del estado belga, sino del rey Leopoldo II de Bélgica, ya que se considera patrimonio del rey y no del Estado.

## Colonias europeas

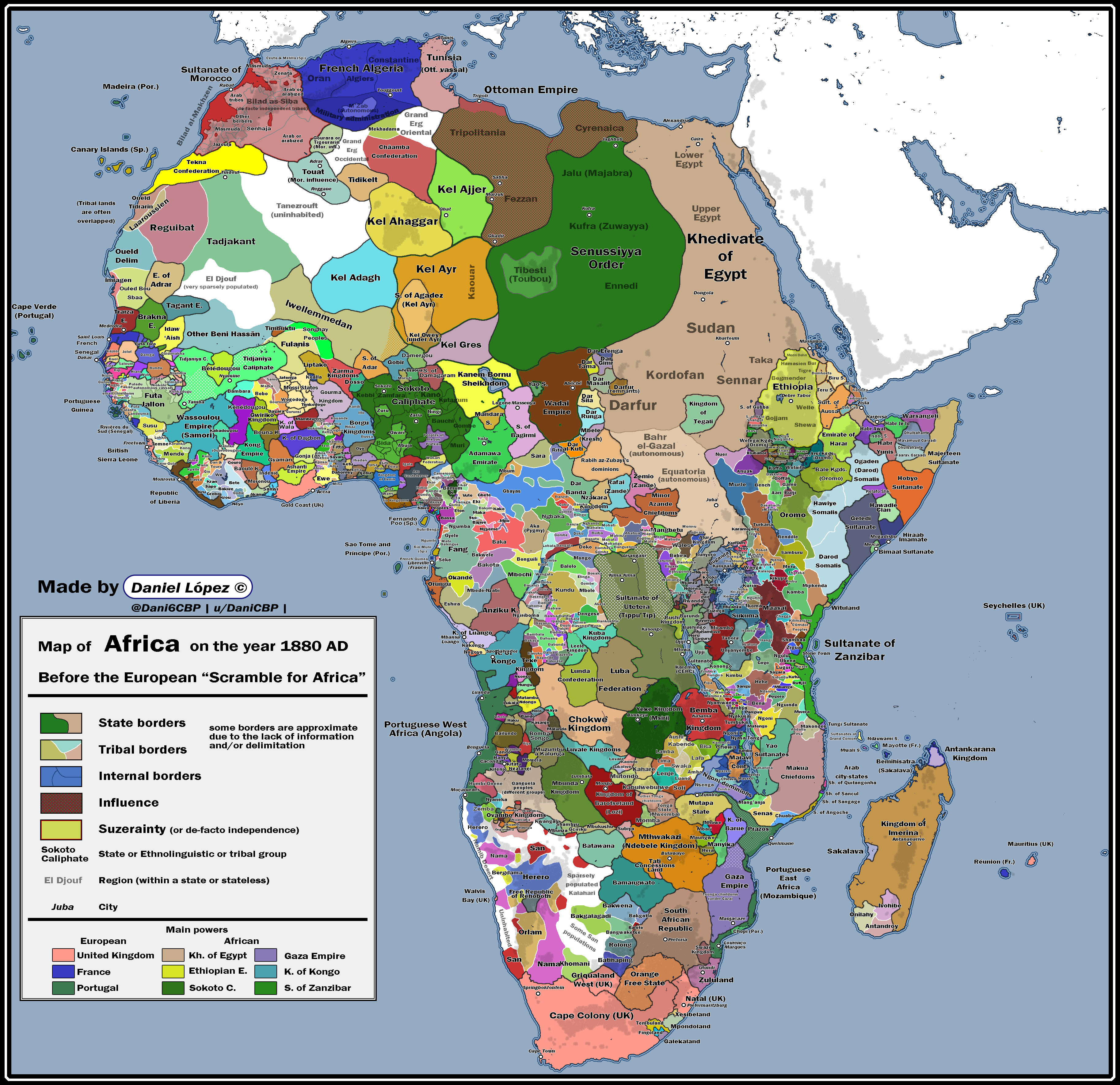
Mapa de África en 1880, en los años víspera de la Conferencia de Berlín, mostrando colonias, estados nativos y otros grupos de población no-estatales o tribales.

Mapa donde se muestra el reparto de África por las potencias europeas en 1913.
Alemania
Bélgica
España
Francia
Italia
Portugal
Reino Unido
Estados independientes

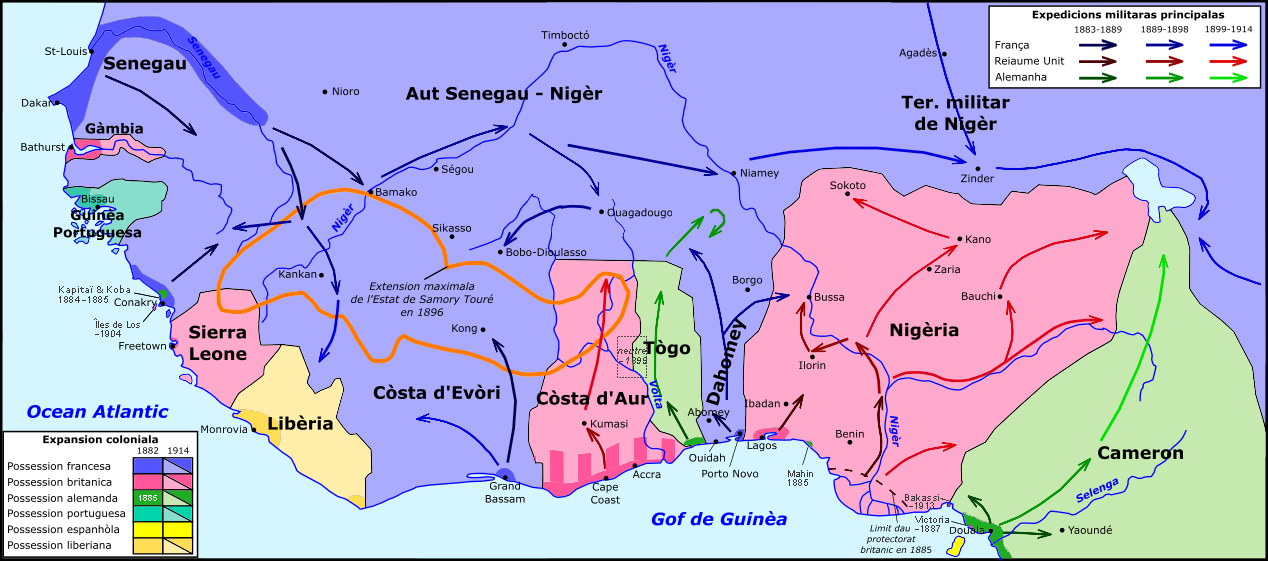
Colonización del África Occidental.

Mapa de África en 1939, antes de iniciarse la Segunda Guerra Mundial.

- Francia
  - Argelia francesa
  - Protectorado francés de Túnez
  - Protectorado francés de Marruecos
  - África Occidental Francesa
  - África Ecuatorial Francesa
  - Camerún Francés
  - Madagascar francés
  - Somalia francesa
- Reino Unido
  - Nyasalandia
  - Sierra Leona
  - Santa Elena
  - Somalilandia Británica
  - Bechuanalandia
  - Ascensión
  - Basutolandia
  - Togolandia británica
  - Camerún del Norte
  - Costa de Oro
  - Egipto británico
  - Tristán de Acuña
  - Tanganika
  - Zanzíbar
  - Sudán Anglo-Egipcio
  - Seychelles
  - Suazilandia
  - Rodesia del Norte
  - Rodesia del Sur
  - Gambia
  - Kenia
  - Mauricio
  - Nigeria
  - Protectorado de Uganda
  - Unión Sudafricana
- España
  - Protectorado Español de Marruecos
  - Provincia de Ifni
  - Sahara español
  - Guinea Española
- Bélgica
  - Congo Belga
  - Ruanda-Urundi
- Portugal
  - Angola portuguesa
  - Cabo Verde portugués
  - Santo Tomé y Príncipe
  - Mozambique portugués
  - Guinea Portuguesa
- Alemania
  - Kamerun
  - África del Sudoeste Alemana
  - África Oriental Alemana
  - Togolandia
- Italia
  - Somalia italiana
  - Eritrea italiana
  - Libia italiana
- Internacional